# Hemolimfă
Hemolimfa este un lichid care circulă prin sistemul vascular și prin lacunele interstițiale la unele artropode. Îndeplinește aceeași funcție ca și sângele și limfa din sistemul circulator închis al cordatelor. Hemolimfa conține apă, săruri minerale (predominant Na+, Cl-, K+, Mg2+, Ca2+) și substanțe organice (în principal proteine, glucide și lipide). 

Sistemul circulator al artropodelor este de tip deschis. De regulă, inima este tubulară situat dorsal. De la ea pleacă vase spre toate organele și țesuturile. Vasele, apoi, se deschid în lacunele dintre organe, cavitatea corpului numită și hemocel. Hemocelul este divizat în camere numite sinusuri. După ce are loc schimbul de substanțe, hemolimfa ajunge din sinusuri înapoi în inimă prin orificii speciale, numite osteole. Hmolimfa este împinsă spre inimă de contracția mușchilor.

Ca pigment respirator, hemolimfa conține hemocianină – o proteină ce conține doi atomi de cupru de care se leagă oxigenul. Când hemocianina este oxigenată, hemolimfa este de culoare albastră, iar când e dezoxigenată – incoloră-gri. Unele artropode, de dimensiuni mici sau cu respirație traheană dezvoltată, hemocianina lipsește, respirața înfăptuindu-se prin tegument sau trahei care transportă oxigenul direct la țesuturi. În acesta caz, hemolimfa realizează doar transportul cu substanțe organice nutritive și excretoare.

Ca și la animale cu sânge roșu, în hemolimfă există celule care îndeplinesc funcția sistemului imunitar. Aceste celule se numesc hemocite. 

Hemolimfa joacă un rol important și în creșterea artropodelor. Corpul artropodelor este acoperit cu o cuticulă dură care împiedică creșterea în dimensiuni. De aceea ele năpârlesc periodic. După ce cuticula veche este desprinsă, iar cea nouă încă nu s-a întărit, animalul își întinde membrele pompând în ele hemolimfă (înainte de a avea loc scleritizarea).